# Matti Sauramo

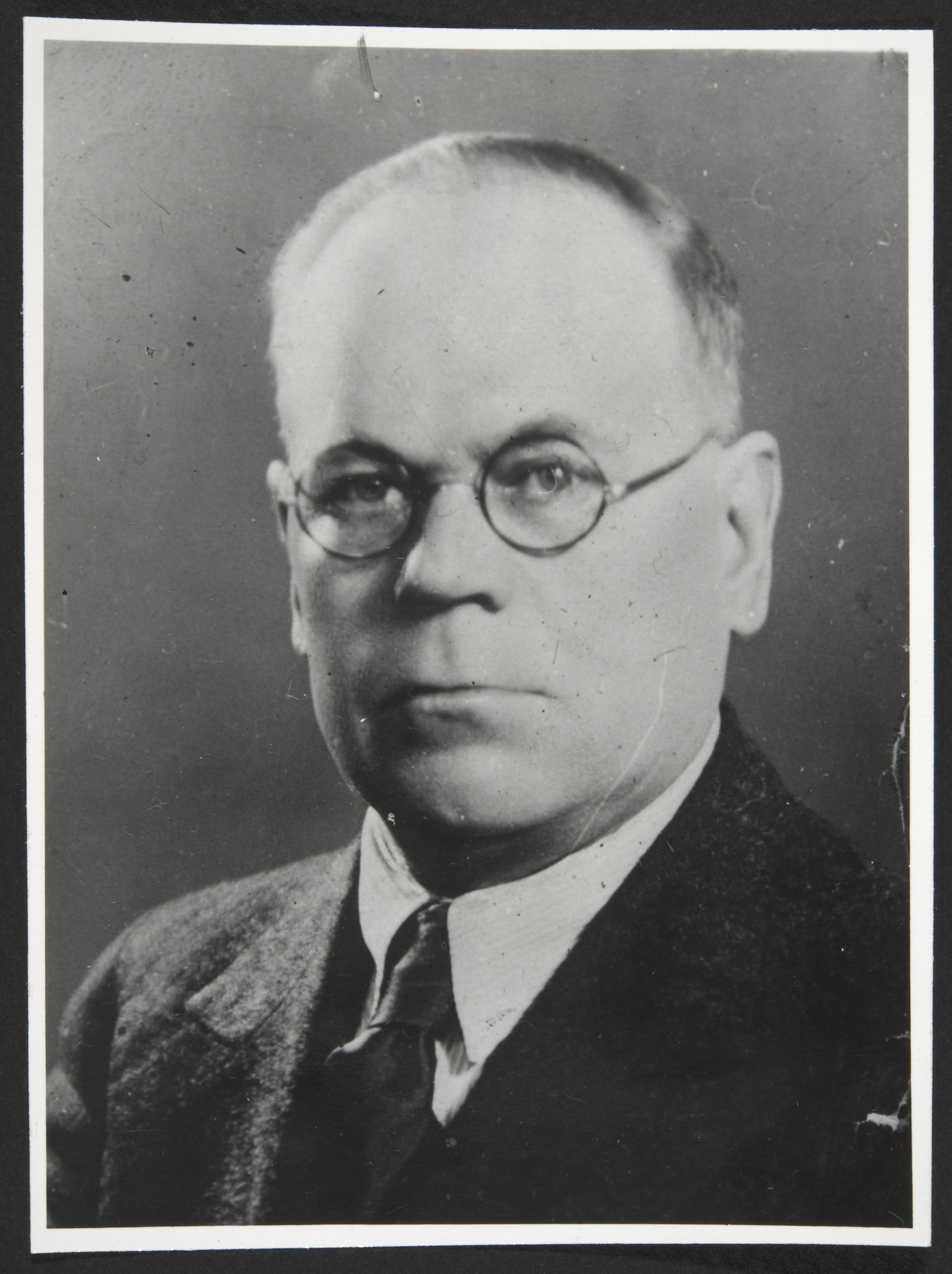
Matti Sauramo vid 1930-talet.

Matti Rufus Sauramo (till 1906 Matias Rufus Sundell), född 17 november 1889 i Loimaa, död 7 juni 1958 i Luvia, var en finländsk geolog.
Sauramo tjänstgjorde 1919-29 vid Geologiska kommissionen och blev 1922 filosofie doktor vid Helsingfors universitet, där han 1924 blev docent och 1957 professor i geologi och paleontologi. Han var främst inriktad på kvartärgeologi och studerade bland annat Finlands och Östersjöområdets senglaciala historia. Han medverkade i bearbetningen av tredje upplagan av Wilhelm Ramsays kända lärobok "Geologiens grunder" (1931).